# Francesca Valtorta
Francesca Valtorta (Roma, 24 febbraio 1986) è un'attrice italiana.

## Biografia
Nata a Roma, viene ammessa nel 2008 al Centro Sperimentale di Cinematografia dove si diploma nel dicembre 2010. Esordisce sempre nel 2010 nel film Baciami ancora con la regia di Gabriele Muccino dove è co-protagonista con il ruolo di Anna. Nel 2011 recita nella seconda stagione de  Il commissario Manara 2 con la regia di Luca Ribuoli. Sempre nello stesso anno prende parte al cast di  R.I.S. Roma - Delitti imperfetti 2 e 3 con la regia di Francesco Miccichè e recita nella fiction Rai Che Dio ci aiuti con la regia di Francesco Vicario. Prende inoltre parte al cortometraggio diretto da Gaia Gorrini Il fidanzamento di mia madre con Alessandro Haber e Alessandra Mastronardi. A teatro è una delle protagoniste dello spettacolo L'Orrore, scritto e diretto da Marco Cassini e messo in scena nell'ambito della rassegna teatrale Maggio Festeggiante a Teramo.
Nel 2011 prende parte ad una clip musicale della band italiana About Wayne, The Maniac of the Seventh floor. Nel 2012 recita nel film Immaturi - Il viaggio. Nel 2013 è impegnata nelle riprese della sesta stagione di Squadra antimafia, nei panni della nuova antagonista Rachele Ragno, e lavora anche con Giacomo Campiotti nella serie Braccialetti rossi, in cui ricopre il ruolo della sorella di Cris.

## Filmografia parziale

### Cinema

#### Lungometraggi
- Baciami ancora, regia di Gabriele Muccino (2010)
- Immaturi - Il viaggio, regia di Paolo Genovese (2012)
- Ci vuole un fisico, regia di Alessandro Tamburini (2018)
- Come può uno scoglio, regia di Gennaro Nunziante (2023)
- Flaminia, regia di Michela Giraud (2024)
- 30 notti con il mio ex, regia di Guido Chiesa (2025)

#### Cortometraggi
- Photocrossing, (2008)
- Eject, regia di A. Iuliano (2010)
- L'inquilino, regia Alessandro Tamburini (2010)
- Lucrezia Borgia, regia di M. Figgis (2010)
- Il fidanzamento di mia madre, regia di G. Gorrini (2011)
- Italia un paese ospitale (2013)
- 99899 (2013)
- Margerita, regia di A. Grande (2013)
- UPP (2017)
- Carron - Codice D'Angelo, regia di Giancarlo Marinelli (2022)

### Televisione
- Il commissario Manara 2, regia di Luca Ribuoli (2011)
- R.I.S. Roma 2 - Delitti imperfetti, regia di Francesco Miccichè (2011)
- Che Dio ci aiuti, regia di Francesco Vicario (2011)
- R.I.S. Roma 3 - Delitti imperfetti, regia di Francesco Miccichè (2012)
- Giulio Cesare: compagni di scuola, regia di Antonello Sarno (documentario)
- Braccialetti rossi, regia di Giacomo Campiotti (2014-2016)
- Le mani dentro la città, regia di Alessandro Angelini (2014)
- Il restauratore - regia di Giorgio Capitani, ep.2x02 (2014)
- Una buona stagione, regia di Gianni Lepre (2014)
- Squadra antimafia - serie TV, 29 episodi (2014-2016) - Ruolo: Rachele Ragno
- Il paradiso delle signore – serie TV (2015-2018)
- Sacrificio d'amore – serie TV (2017-2018)
- Fino all'ultimo battito - serie TV (2021)
- Più forti del destino - miniserie TV, episodio 1x01 (2022)

### Videoclip
- 2012 Sotto bombardamento, regia di M.Salom (musicista: Ligabue)
- 2011 THE MANIAC OF THE SEVENTH FLOOR (gruppo: About Wayne)
- 2011 La paura, regia di S. Lodovichi (gruppo: Gran Turismo Veloce)
- 2010 Io e il mio amore, regia di S. Manetti (musicista: Paolo Benvegnù)
- 2010 Love Will Save Us di Marco Guazzone

### Web series
- Freaks! - regia di Claudio Di Biagio e Matteo Bruno (2012-2013)
- Voci di resistenza (2015)

### Teatro
- 2023 Caravaggio - Il maledetto con Primo Reggiani, regia Fabrizio Bordignon
- 2019/2020 Il mercante di Venezia di William Shakespeare, scritto e diretto da Giancarlo Marinelli
- 2017 A casa di Natalie Regia di A. Capone
- 2014 Modigliani et ses femmes Regia di A. Longoni lettura - Festival La Notte dei Poeti
- 2011 L'orrore
- 2010 Monologhi Regia di F. Andreotti
- 2010 L'orfano della famiglia Zhao Regia di L. Junjie
- 2010 Lo zoo di vetro Regia di D. Warren
- 2019 “Il Mercante di Venezia” regia di Giancarlo Marinelli con Mariano Rigillo, nel ruolo di Jessica
- 2023/2024 “Caravaggio-il maledetto” regia di Ferdinando Ceriani con Primo Reggiani e Fabrizio Bordignon, nel ruolo di Lena
- 2025 “Uno nessuno centomila” regia Nicasio Anzelmo con Primo Reggiani , nel ruolo di Dida

## Riconoscimenti
- Candidatura al premio L’Oréal Paris per il Cinema 2015
- Premio Diva e Donna alle Giovani Promesse, 73ª Mostra internazionale d'arte cinematografica di Venezia 2016
- Grifo d’Oro come Artista Rivelazione “Art Inside”- Love Film Festival 2018
- Premio Mede@ 2021 per Arte, Cultura e Cinema (2021)